# (1110) Jaroslawa
(1110) Jaroslawa est un astéroïde de la ceinture principale, découvert le 10 août 1928 par l'astronome soviétique/russe Grigori Néouïmine depuis l'observatoire de Simeiz.
Sa dénomination provisoire était 1928 PD.
Il est nommé en l'honneur d'un des fils du découvreur prénommé Jaroslav.